# Родниковське
Роднико́вське (каз. Родниковское) — село у складі Осакаровського району Карагандинської області Казахстану. Адміністративний центр Родниковського сільського округу.
Населення — 590 осіб (2021; 768 у 2009, 846 у 1999, 907 у 1989).
Національний склад станом на 1989 рік:
- росіяни — 59 %.